# Economia di comunione
L'economia di comunione (EdC) coinvolge imprenditori, lavoratori, dirigenti, consumatori, risparmiatori, cittadini, studiosi, operatori economici, tutti impegnati ai vari livelli a promuovere una prassi ed una cultura economica improntata alla comunione, alla gratuità ed alla reciprocità, proponendo e vivendo uno stile di vita alternativo a quello dominante nel sistema capitalistico. 
In concreto l'EdC invita a: 
- vivere e diffondere una nuova cultura economica e civile, dai bambini agli anziani - “cultura del dare”;
- formare imprenditori che liberamente condividano gli utili per sostenere gli scopi dell'EdC: la riduzione della miseria/esclusione, la diffusione della "cultura del dare" e della comunione quale antidoto alla "cultura dell'avere", lo sviluppo dell'azienda e la creazione di posti di lavoro; imprenditori che concepiscano e vivano la loro impresa come vocazione e servizio al bene comune e agli esclusi di ogni latitudine e contesto sociale;
- combattere le varie forme di indigenza, esclusione e miseria con una duplice inclusione: comunitaria e produttiva, per la convinzione, suffragata dall'esperienza pluriennale,  che non si possa curare nessuna forma di povertà non scelta senza includere le persone svantaggiate all’interno di comunità vive e fraterne, e, laddove è possibile, anche nei luoghi del lavoro, nelle imprese: finché chi può e deve lavorare non riesce ad averne l'opportunità, questi rimane sempre una persona indigente.

## Metodo
Per rendere un tale progetto possibile, l’Economia di Comunione lavora ad un vasto progetto formativo alla "cultura del dare" attraverso scuole, incontri, eventi formativi rivolti a giovani, lavoratori, imprenditori, cittadini.
Infine, nell'intuizione carismatica originale di Chiara Lubich (San Paolo, 1991), un luogo fondativo e fondamentale nel quale sviluppare e rendere visibile l’Edc sono i poli produttivi e industriali all’interno delle cittadelle del Movimento dei Focolari, di cui rappresentano componente vitale e vivificante.
Così dal primo Polo “Spartaco Lucarini” nato in Brasile, all’ultimo Polo "Giosi Guella",  inaugurato nel 2010 in Portogallo, i Poli continuano ad alimentare la vita dell’Edc,  un ruolo oggi importante, e destinato a diventare sempre più centrale nel prossimo futuro.
Studenti, cittadini, studiosi, politici, artisti, poveri sono anch'essi protagonisti del progetto, per una diversa concezione del mercato e dell'economia. Ad oggi centinaia le tesi di laurea e decine i dottorati; innumerevoli i saggi, gli studi, i convegni in tutti i continenti. Migliaia sono le famiglie uscite dall'indigenza grazie alla comunione dei beni praticata da centinaia di imprese EdC sparse nel mondo. Vanno aggiunti quei "beni relazionali" che rispondono alle esigenze più profonde del nostro tempo.

## La storia
L'EdC nasce in Brasile nel 1991, per un'intuizione della fondatrice del Movimento dei Focolari, Chiara Lubich, che era rimasta colpita dai contrasti economici del paese americano. L'idea di Chiara Lubich era un sistema economico fondato sulla Cultura del Dare, quale antidoto alla cultura consumista dell'avere, attraverso l'opera di Uomini Nuovi, debitamente formati.
Il pensiero di Chiara Lubich è stato raccolto in un documento del 5 aprile 2001 dal titolo Quattro aspetti dell'Economia di Comunione da sottolineare.. Numerosi sono i suoi interventi, anche in sedi internazionali come il Consiglio Europeo nel 50° della sua istituzione.
Nel 2006 viene inaugurato nella frazione Burchio del comune di Figline e Incisa Valdarno il polo industriale Lionello Bonfanti, primo polo di EdC in Italia. Mentre il Brasile vanta la nascita del primo polo a livello mondiale: il Polo Spartaco che sorge a Cotia (San Paolo), nei pressi della cittadella intitolata a Ginetta Calliari, inaugurato nel 1994.

## Riconoscimenti
Conferiti a Chiara Lubich per l'Economia di Comunione:
Polonia, 1996 - Dottorato h.c. in Scienze Sociali dall'Università Cattolica di Lublino che ha riconosciuto nell'EdC "un nuovo fenomeno sociale";
Argentina, 1998 - Dottorato h.per il Dialogo con la Cultura Contemporanea dall'Università di Buenos Aires (UBA) 
Brasile, 1998, Dottorato h.c. in Economia dall'Università Cattolica di Pernambuco
Italia, 1999, c.s., dall'Università Cattolica del Sacro Cuore di Milano - sede Piacenza-Cremona
Titolo di Grande Ufficiale dell'Ordine Nazionale della Croce del Sud, dalla Presidenza della Repubblica Federativa del Brasile che ha riconosciuto l'EdC come "una forma innovatrice ed efficace di lotta contro la povertà e l'esclusione".